# Martin Adler
Martin John Lars Adler (* 30. Oktober 1958 in Stockholm; † 23. Juni 2006 in Mogadischu, Somalia) war ein schwedischer Journalist und Fotograf.
Adler wurde in Stockholm geboren und wuchs in Västerås auf. Er berichtete von den Krisenherden der Welt und hatte in vielen Kriegszonen gearbeitet, unter anderem in El Salvador, Ruanda, Demokratische Republik Kongo, Angola, Sierra Leone, Liberia, Tschetschenien, Bosnien, Afghanistan, Sri Lanka, Kaschmir, Burundi, Somalia, Sudan, Eritrea und im Irak. Adler war einer der wenigen Journalisten, die den tschetschenischen Untergrundkämpfer Schamil Bassajew interviewten.
2001 wurde Adler der Medienpreis von Amnesty International verliehen. Diese Auszeichnung erhielt er für seine Reportage über die Entführung und den Handel mit chinesischen Frauen. Außerdem wurde ihm 2001 der Silver Prize for Investigative Journalism beim New York TV Festival verliehen. 2004 erhielt er den Rory Peck Award for Hard News für On Patrol with Charlie Company im Irak.
Martin Adler wurde am 23. Juni 2006 von einem unbekannten Täter bei einer Demonstration in Somalias Hauptstadt Mogadischu ermordet. Adler wurde 47 Jahre alt und hinterließ seine Ehefrau und zwei Töchter.